# Rufisque Est
Rufisque Nord ist einer der drei Stadtbezirke der Großstadt Ville de Rufisque in der Metropolregion Dakar, gelegen im zentralen Westen Senegals. Die Stadtbezirke haben jeweils den Status einer Gemeinde (commune) und sind organisatorisch dem Arrondissement de Rufisque Est unterstellt.

## Geografie
Rufisque Est liegt an der Südküste der Cap-Vert-Halbinsel und nimmt den Osten des Stadtgebiets ein. Der Stadtbezirk hat eine Fläche von 8,132 km². und ist fast vollständig bebaut. Benachbarte Kommunen sind im Uhrzeigersinn Rufisque Ouest im Westen, Rufisque Nord im Nordwesten, Sangalkam im Norden sowie Diamniadio und Bargny im Osten.

## Geschichte
Im Jahr 1996 wurde die städtische Kommune Rufisque in die drei communes d’arrondissement Rufisque Nord (Centre), Rufisque Est und Rufisque Ouest unterteilt und diese wiederum wurden in der Großstadt Ville de Rufisque zusammengefasst, ähnlich der kommunalen Gliederung der Hauptstadt Dakar. Im Jahr 2014 erhielt Rufisque Est, wie in Senegal alle communes d'arrondissement, den landesweit einheitlichen Status einer Gemeinde (commune).

## Bevölkerung
Die letzten Volkszählungen ergaben für den Stadtbezirk jeweils folgende Einwohnerzahlen:
| Jahr | Einwohner |
| ---- | --------- |
| 2002 | 53.711    |
| 2013 | 70.125    |
| 2023 | 84.754    |

## Infrastruktur und Verkehr
Durch Rufisque Est führen die Verkehrsachsen der Cap-Vert-Halbinsel, die den West-Ost-Verkehr zwischen der Metropole Dakar und dem Rest des Landes aufnehmen müssen. Dieser fließt auf der Nationalstraße N 1 sowie auf der Bahnstrecke Dakar–Niger. Der Bahnhof Gare de Rufisque liegt im Stadtbezirk. Mit der an der Grenze des Stadtbezirks gelegenen Anschlussstelle 10 Rufisque-Est – Bargny – Sangalkam – le Lac Rose der mautpflichtigen Autoroute 1 gibt es eine schnelle Verbindung in Westrichtung mit der Hauptstadt Dakar und in Ostrichtung mit dem internationalen Flughafen Dakar-Blaise Diagne.
Zu Rufisque Est gehört der traditionsreiche Küstenstreifen entlang der Bucht an der Rade de Rufisque mit der 150 Meter langen Seebrücke Debarquadere de Rufisque und dem Strandabschnitt des Fischereihafens Quai de pêche de Rufisque. Nahebei im Hafenviertel liegt der bedeutende Fischmarkt.